# Andy Beckwith
Andy Beckwith (...) è un attore britannico.

## Carriera
Beckwith ha esordito al cinema interpretando il ruolo di Errol nel film Snatch - Lo strappo (2000), diretto da Guy Ritchie, ed ha poi rivestito ruoli minori nei film Pirati dei Caraibi - La maledizione del forziere fantasma (2006) e Pirati dei Caraibi - Ai confini del mondo (2007). Nel 2014 è nel cast del film Ironclad: Battle for Blood. In televisione si ricordano i suoi ruoli ricorrenti in EastEnders, Grantchester e il personaggio di Rorge nella serie televisiva HBO Il Trono di Spade (Game of Thrones).

## Filmografia

### Cinema
- Snatch - Lo strappo (Snatch), regia di Guy Ritchie (2000)
- Bollywood Queen, regia di Jeremy Wooding (2002)
- Danny the Dog (Unleashed), regia di Louis Leterrier (2005)
- Hell to Pay, regia di Roberto Gomez Martin (2005)
- Pirati dei Caraibi - La maledizione del forziere fantasma (Pirates of the Caribbean: Dead Man's Chest), regia di Gore Verbinski (2006)
- Pirati dei Caraibi - Ai confini del mondo (Pirates of the Caribbean: At World's End), regia di Gore Verbinski (2007)
- Les Misérables, regia di Tom Hooper (2012)
- Ironclad: Battle for Blood, regia di Jonathan English (2014)
- The Infiltrator, regia di Brad Furman (2016)
- Rise of the Footsoldier 3, regia di Zackary Adler (2017)
- Show Dogs - Entriamo in scena (Show Dogs), regia di Raja Gosnell (2018)
- Once Upon a Time in London, regia di Simon Rumley (2018)
- Men in Black: International, regia di F. Gary Gray (2019)
- A mente fredda (Ukryta gra), regia di Lukasz Kosmicki (2019)

### Televisione
- The Sins – miniserie TV, 1 episodio (2000)
- Armadillo – serie TV, 1 episodio (2001)
- Metropolitan Police (The Bill) – serie TV, 3 episodi (2000-2002)
- Dinotopia – miniserie TV, 1 episodio (2002)
- EastEnders – serie TV, 3 episodi (2003)
- Trial & Retribution – serie TV, 1 episodio (2008)
- Whitechapel - Crimini dal passato (Whitechapel) – serie TV, 2 episodi (2010)
- Top Boy – serie TV, 1 episodio (2011)
- The Jury – serie TV, 3 episodi (2011)
- Il Trono di Spade (Game of Thrones) – serie TV, 4 episodi (2012-2014)
- By Any Means – serie TV, 1 episodio (2013)
- Grantchester – serie TV, episodio 1x05 (2014)
- NCIS - Unità anticrimine (NCIS) – serie TV, episodio 13x21 (2016)
- Reinas – miniserie TV, 4 episodi (2016-2017)
- Jamestown – serie TV, 1 episodio (2018)
- L'amore e la vita - Call the Midwife (Call the Midwife) – miniserie TV, 1 episodio (2018)
- Knightfall – serie TV, 1 episodio (2019)
- Belgravia – serie TV, 1 episodio (2020)

## Doppiatori italiani
Nelle versioni in italiano delle opere in cui ha recitato, Andy Beckwith è stato doppiato da:
- Achille D'Aniello in Pirati dei Caraibi - La maledizione del forziere fantasma, Pirati dei Caraibi - Ai confini del mondo
- Vittorio De Angelis in Snatch - Lo strappo
- Claudio Fattoretto ne Il Trono di Spade (ep. 2x02-2x03 e 2x08)
- Natale Ciravolo ne Il Trono di Spade (ep. 4x07)
- Alberto Angrisano in NCIS - Unità anticrimine